# Interior da Paraíba
O interior da Paraíba ou interior paraibano é uma designação informal para se referir à região que abrange a maior parte do estado da Paraíba, que pertence à Região Nordeste do Brasil, com exceção do litoral paraibano, que inclui a Região Metropolitana de João Pessoa e a Região Metropolitana do Vale do Mamanguape. 

## História
Por causa de entradas, missões de catequese e bandeiras, o interior do estado foi conquistado, principalmente depois das invasões holandesas. Os missionários pregavam o cristianismo em suas missões, alfabetizavam e lecionavam ofícios aos índios e para os colonos edificavam colégios. Eles acharam um planalto com uma campina verde e um clima agradável: um aldeamento de índios cariris que se organizaram na região denominaram de Campina Grande. Entre os missionários, destaque para o Padre Martim Nantes, cuja missão originou à vila de Pilar.
As missões catequéticas  foram as primeiras maneiras de conquista do interior paraibano. Posteriormente bandeiras foram executadas com o objetivo de prender índios.
O capitão-mor Teodósio de Oliveira Ledo, considerado como o grande responsável pela colonização do interior da Paraíba, foi quem comandou a primeira bandeira no estado, que se deu através do Rio Paraíba e teve como destaque a fundação de um povoado de nome Boqueirão. Esta bandeira inicial, apesar de ter sido tumultuada, foi bem exitosa, uma vez que Teodósio aprisionou diversos índios. Ele fixou-se no interior e trouxe famílias e índios para povoá-lo.
Os passos de Teodósio foram seguidos pelo capitão-mor Luís Soares, outra pessoa de destaque por suas penetrações para o interior. Um homem de nome Elias Herckman procurou minas e chegou à Serra da Borborema, cuja atitude foi seguida por Manuel Rodrigues. Outro bandeirante de destaque na colonização da Paraíba foi Francisco Dias D’ávila, o fundador da Casa da Torre.
Entre as diversas tribos indígenas (caicós, icós, janduis etc.) que se destacaram no conflito contrários a conquista do interior, os  mais conhecidos são os sucurus, que habitavam Alagoas de Monteiro.

## Atrações turísticas
Entre as atrações turísticas do interior da Paraíba, Campina Grande conserva vestígios dos tempos prósperos em que era um dos grandes produtores mundiais de algodão, ao mesmo tempo em que se renova atraindo multidões para as festas populares grandiosas. No município de Cabaceiras existe a Festa do Bode e se localiza o Lajedo de Pai Mateus, com formações rochosas e pinturas rupestres. Já no municípío de Ingá existe o Sítio Arqueológico de Ingá, onde se podem ver traços feitos há milênios; no município de Sousa tem o Vale dos Dinossauros, onde foi descoberto um dos mais longos rastros do animal.